# Liste der Baudenkmäler im Wuppertaler Wohnquartier Ehrenberg
Die Liste der Baudenkmäler im Wuppertaler Wohnquartier Ehrenberg enthält die denkmalgeschützten Bauwerke auf dem Gebiet von Wuppertal-Ehrenberg in Nordrhein-Westfalen (Stand: November 2011). Diese Baudenkmäler sind in der Denkmalliste der Stadt Wuppertal eingetragen; Grundlage für die Aufnahme ist das Denkmalschutzgesetz Nordrhein-Westfalen (DSchG NRW).

## Auszug aus der Denkmalliste

### Eingetragene Baudenkmäler
| Bild           | Bezeichnung                           | Lage                                   | Beschreibung | Bauzeit | Eingetragen seit | Denkmal- nummer |
| -------------- | ------------------------------------- | -------------------------------------- | --- | ------- | ---------------- | --------------- |
| weitere Bilder | Fabrikationsgebäude                   | Ehrenberg Beyeröhde 14 Karte           | Bandweberei (Die Unterschutzstellung erstreckt sich auf das gesamte Gebäude, den eingeschossigen rückwärtigen Anbau und die gesamte produktionstechnische Ausstattung.) |         | 14. Februar 2000 | 4130            |
| weitere Bilder | Wohnhaus                              | Ehrenberg Beyeröhde 16 Karte           | |         | 9. August 1995   | 3715            |
| weitere Bilder | Wohnhaus                              | Ehrenberg Beyeröhde 18 Karte           | |         | 22. Mai 1986     | 765             |
| weitere Bilder | Wohnhaus                              | Ehrenberg Beyeröhde 20 Karte           | |         | 9. Oktober 1995  | 3753            |
| weitere Bilder | Wohnhaus                              | Ehrenberg Beyeröhde 22 Karte           | eine D-Nummer mit Beyeröhde 24 |         | 1. Juli 1988     | 1413            |
| weitere Bilder | Wohnhaus                              | Ehrenberg Beyeröhde 24 Karte           | eine D-Nummer mit Beyeröhde 22 |         | 1. Juli 1988     | 1413            |
| weitere Bilder | Wasserbehälter                        | Ehrenberg 31 Karte                     | |         | 15. Mai 1996     | 3905            |
| weitere Bilder | Wohnhaus                              | Ehrenberg Ehrenberger Straße 12 Karte  | |         | 19. April 1989   | 1585            |
| weitere Bilder | Wohnhaus (Henkelschlößchen / Villa)   | Ehrenberg Hölkesöhde 22 a Karte        | |         | 27. August 1996  | 3900            |
| weitere Bilder | Wohnhaus                              | Ehrenberg Schwelmer Straße 142 a Karte | |         | 10. Juni 1996    | 3935            |
| weitere Bilder | Wohnhaus                              | Ehrenberg Schwelmer Straße 144 Karte   | |         | 11. Juni 1996    | 3940            |
| weitere Bilder | Wohn- und Geschäftshaus (Gut Röttgen) | Ehrenberg Schwelmer Straße 200 Karte   | |         | 13. Mai 1993     | 2940            |
| weitere Bilder | Villa                                 | Ehrenberg Schwelmer Straße 208 a Karte | Die Villa befindet sich am Ende einer längeren, privaten Auffahrt und ist öffentlich kaum sichtbar.                                                                     |         | 14. Februar 1990 | 1702            |